# Karl-Heinz Klein (Bildhauer)

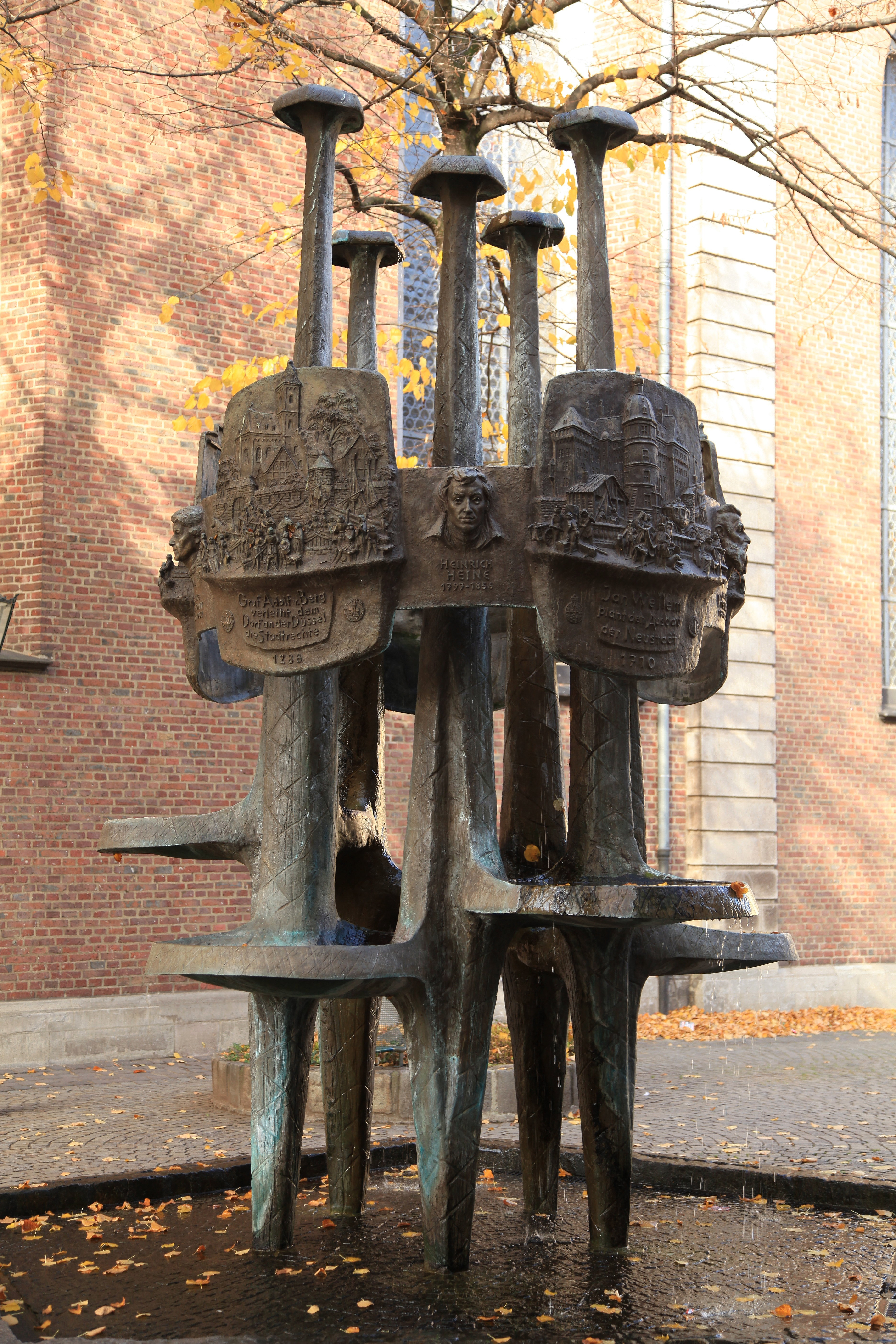
Heimatbrunnen, Düsseldorf

Karl-Heinz Klein (auch Karl Heinz Klein; * 12. Juni 1926 in Elberfeld; † Mai 2022) war ein deutscher Bildhauer und Maler. In einem Nachruf wurde er als „Meister des städtischen Blickfangs“ bezeichnet.

## Biografie
Karl-Heinz Klein begann sein Studium an der Kunstakademie Düsseldorf. Als Soldat des Zweiten Weltkriegs (1939–1945) geriet er in russische Gefangenschaft. Im Jahr 1947 setzte er sein Studium bis zum Abschluss fort, er war Meisterschüler bei Joseph Enseling. 1953 bezog er ein eigenes Atelier, arbeitete aber zunächst noch bei anderen Bildhauern mit, bevor er sich endgültig selbständig machte. In einer Siedlung in Düsseldorf-Golzheim stellte ihm die Stadt günstigen Wohn- und Atelierraum zur Verfügung.
Der Bildhauer schuf noch figürliche Plastiken, als die abstrakte Kunst in der Wahrnehmung bereits längst vorherrschend war. Ein Großteil seiner Werke befindet sich im Raum Düsseldorf, wo er jedoch auch nur wenig bekannt war. Hauptsächlich befinden sich seine Arbeiten in der Gegend zwischen Neuss und Ratingen, aber auch in Bingen und Olpe. Die geringe Popularität könnte seine Ursache darin haben, dass etwa 90 Prozent seiner Werke Auftragsarbeiten waren.
Im Alter von über 80 Jahren begann Klein mit der Malerei, „unterschwellig gab es bei mir den Wunsch zu malen schon immer“. Seine Arbeiten farbenreicher Figuren in Anlehnung an Max Beckmann und Picasso erinnern mehr an Arbeiten großer Künstler der jüngeren Geschichte als sein bildhauerisches Werk.
Karl-Heinz Klein starb im Mai 2022 im Alter von 95 Jahren.

## Werke (Auswahl)
- Heimatbrunnen, Bronze, Düsseldorf Maxplatz (1982)
- Geschichtsbrunnen, Düsseldorf-Gerresheim, Bronze (1973)
- Arche Noah, Bronzerelief für Heinrich Heine, Düsseldorf
- Folklore-Brunnen, Düsseldorf-Unterrath, Granit (1967)[3]
- Büste von Herma Körding, Düsseldorf
- Dumeklemmerbrunnen, Ratingen (1972)[4]
- Brunnen der Deutschen Bank, Wuppertal (1970)
- Pannenklöpper-Denkmal, Olpe
- Heiliger Sebastianus, Herten
- Taubenschwarm, Wuppertal